# Pabstiella henrique-aragonii
Pabstiella henrique-aragonii é uma espécie de planta do gênero Pabstiella e da família Orchidaceae.

## Taxonomia
A espécie foi descrita em 2010 por Ludovic Jean Charles Kollmann.
Os seguintes sinônimos já foram catalogados:  
- Pleurothallis henrique-aragonii  Porto ex Pabst
- Effusiella henrique-aragonii  (Pabst) Baptista
- Specklinia henrique-aragonii  (Pabst) Luer

## Forma de vida
É uma espécie epífita e herbácea.

## Conservação
A espécie faz parte da Lista Vermelha das espécies ameaçadas do estado do Espírito Santo, no sudeste do Brasil. A lista foi publicada em 13 de junho de 2005 por intermédio do decreto estadual nº 1.499-R.

## Distribuição
A espécie é encontrada nos estados brasileiros de Espírito Santo e Rio de Janeiro.
Em termos ecológicos, é encontrada no domínio fitogeográfico de Mata Atlântica, em regiões com vegetação de floresta ombrófila pluvial.